# قتل در سه پرده
قتل در سه پرده (انگلیسی: Murder in Three Acts) نام تله‌فیلم در ژانر معمایی است که بر اساس داستان تراژدی در سه پرده از آگاتا کریستی در سال ۱۹۸۶ ساخته شد. شخصیت اصلی این داستان هرکول پوآرو است که نقش وی را پیتر اوستینوف بازی می‌کند.